# ایوان نپین
ایوان نپین (انگلیسی: Evan Nepean; ۹ ژوئیهٔ ۱۷۵۲ – ۲ اکتبر ۱۸۲۲) سیاستمدار و فرماندار کلونی اهل پادشاهی متحد بریتانیای کبیر و ایرلند بود.
وی همچنین برندهٔ جوایزی همچون همکار انجمن سلطنتی شده‌است.